# Загаринский, Александр Григорьевич
Алекса́ндр Григо́рьевич Загаринский (1910—1941) — красноармеец Рабоче-крестьянской Красной Армии, участник советско-финской войны, Герой Советского Союза (26 апреля 1940).

## Биография
Александр Загаринский родился в 1910 году в Ростове-на-Дону. Окончил шесть классов школы, после чего работал на заводе «Ростсельмаш». В сентябре 1939 года Загаринский был призван на службу в пограничные войска НКВД СССР, служил пулемётчиком станкового пулемёта в 3-й роте 4-го пограничного полка НКВД.
В составе 3-й роты под командованием капитана И. Д. Зиновьева красноармеец Загаринский охранял склады с вооружением и боеприпасами районе посёлка Уома. В январе 1940 года рота попала в окружение и пробыла в нём 57 дней до окончания войны с белофиннами. В бою с финскими войсками 18 января был тяжело ране осколком мины, пробыв несколько дней в медицинском пункте, но не залечив раны, вернулся в строй. В условиях боя обучил несколько молодых бойцов обращению с пулемётом, и страдая от не зажившей раны, продолжал отбивать атаки противника.
Указом Президиума Верховного Совета СССР от 26 апреля 1940 года «за успешное выполнение боевых заданий Правительства по охране государственных границ и проявленные при этом отвагу и геройство» красноармеец Александр Загаринский был удостоен высокого звания Героя Советского Союза с вручением ордена Ленина и медали «Золотая Звезда».
После окончания финской кампании Загаринский был демобилизован по состоянию здоровья. Вернулся в Ростов-на-Дону, работал мастером на «Ростсельмаше». Скоропостижно скончался от последствий ранений в августе 1941 года.

## Награды
- Герой Советского Союза (26 апреля 1940, медаль «Золотая Звезда», № 469)[4];
- орден Ленина (26 апреля 1940)[4]
- Был также награждён рядом медалей[1].